# Brønshøj-Husum

Bezirke von Kopenhagen (seit 2007): E = Brønshøj-Husum

Brønshøj-Husum ist einer der zehn Stadtbezirke der dänischen Hauptstadt Kopenhagen. Er liegt am nordwestlichen Stadtrand und besteht aus den Stadtteilen Brønshøj und Husum. Husum grenzt an die Kommunen Gladsaxe, Rødovre und Herlev.
Koordinaten: 55° 42′ N, 12° 29′ O